# 小川村 (岩手県)
小川村（こがわむら）は、かつて岩手県下閉伊郡にあった村。現在の岩泉町穴沢・門・袰綿にあたる。

## 地理
- 河川：小川

## 沿革
- 1889年（明治22年）4月1日 - 町村制施行にともない、北閉伊郡穴沢村・門村・袰綿村の区域をもって小川村が成立。
- 1897年（明治30年）4月1日 - 郡の統合により北閉伊郡・中閉伊郡・東閉伊郡が合併して下閉伊郡が発足[1]。
- 1957年（昭和32年）4月1日 - 岩泉町に編入。同日小川村廃止。